# 羽純るい
羽純 るい（はずみ るい、11月19日 - ）は元宝塚歌劇団・星組の娘役。
東京都世田谷区、東京文化高等学校出身。身長162cm。愛称はにゃん。

## 来歴・人物
1990年、78期生として宝塚音楽学校へ入学。
同期生には瀬奈じゅん（元月組トップスター）、貴城けい（元宙組トップスター）、大空祐飛（元宙組トップスター）、檀れい（元月組・星組トップ娘役、俳優・及川光博夫人）などがいる。
1992年3月、宝塚歌劇団入団。入団時の成績は40人中20番。雪組『この恋は雲の涯まで』にて初舞台を踏み、1993年1月9日に星組に配属される。
1994年、『燃える愛の翼 -ミ・アモール-』でバウホール公演初ヒロインに抜擢される。
1996年、『二人だけが悪』で新人公演初ヒロインに抜擢される。
2000年2月6日、『我が愛は山の彼方に／グレート・センチュリー』の東京公演千秋楽を最後に宝塚歌劇団を退団。
退団後は芸能活動等は行っていなかったが、2013年に宝塚OG公演の『DREAM A DREAM』に出演。

## 宝塚歌劇団時代の主な舞台出演
- 1994年8月、『カサヴァ・夢のかたみ』新人公演：マリー王妃（本役：星奈優里）／『ラ・カンタータ!』
- 1994年11月、『燃える愛の翼 -ミ・アモール-』（バウ・東京特別・名古屋特別）ミリアム ＊バウホール公演初ヒロイン
- 1995年3月、『国境のない地図』新人公演：ファニー（本役：万理沙ひとみ）
- 1995年9月、『剣と恋と虹と』新人公演：マドレーヌ（本役：万理沙ひとみ）／『ジュビレーション!』
- 1996年1月、『黄色いハンカチ』（バウ）ジーン
- 1996年5月、『二人だけが悪』新人公演：アリシア（本役：白城あやか）／『パッション・ブルー』 ＊新人公演初ヒロイン
- 1996年6月、『剣と恋と虹と』マドレーヌ／『ジュビレーション!』（全国ツアー）
- 1996年11月、『エリザベート -愛と死の輪舞-』新人公演：ゾフィー（本役：出雲綾）
- 1997年1月、『武蔵野の露と消ゆとも』（バウ・東京特別）庭田嗣子
- 1997年5月、『誠の群像 -新撰組逃亡記- 』新人公演：お光（本役：万里柚美）／『魅惑Ⅱ -ネオ・エゴイスト-』
- 1997年9月、『夜明けの天使たち』（東京特別・バウホール）シェリル
- 1997年11月、『ダル・レークの恋』リタ、新人公演：インダラ・クマール（本役：立ともみ）
- 1998年6月、『皇帝』新人公演：アグリッピナ（本役：邦なつき）／『ヘミングウェイ・レビュー』
- 1998年8月、『イコンの誘惑』（バウ・東京特別）マリーナ
- 1998年12月、『聖夜物語』（ドラマシティ）メモリー・ローズ
- 1999年2月、『WEST SIDE STORY』アニタ
- 1999年8月、『我が愛は山の彼方に』ジェリメ／『グレート・センチュリー』（博多座）
- 1999年10月、『我が愛は山の彼方に』ジェリメ／『グレート・センチュリー -メモリーズ&メロディーズ』 ＊退団公演

## 宝塚歌劇団退団後の主な出演

### 舞台
- 2013年 『DREAM A DREAM』（シアターオーブ、梅田芸術劇場）